# Хотин (Березнівська міська громада)
Хоти́н — село в Україні, у Рівненському районі Рівненської області. Населення становить 1482 особи. У селі знаходиться Свято-Покровський чоловічий монастир (в. о. намісника ігумен Макарій) та Свято-Троїцький храм (настоятель протоієрей Микола Мудрий). Поблизу села знаходиться археологічна пам'ятка — стоянка доби мезоліту.
Село, підпорядковане Березнівській міській громаді, розташоване за 17 км від центру громади, на правому березі річки Случ. Лівий та правий берег річки з'єднує понтонний міст. Населення — 1250 осіб.

## Герб
У щиті, розтятому золотим і лазуровим, поверх всього намисто, червоне в золоті і золоте в лазурі. У червоній главі срібний розширений хрест.

## Історія
Назва села пов'язана з історичними подіями далекого минулого, одна з версій походження від власного імені Хотина, яка врятувала людей від винищення турками, пізніше вона поселилась і жила на місці сучасного села. Інша версія походження назви села Хотин від видозміненого слова «Хатинь». Уперше в письмових джерелах Хотин згадується 1577 р. На території села виявлено поселення доби ранньої бронзи, на якому знайдено крем'яні знаряддя праці. Після Люблінської унії 1569 р. Хотин увійшов до складу Польщі. Село належало до Луцького повіту Волинського воєводства.
Під час селянсько-козацького повстання під проводом Наливайка в1594—1596 рр. повстанці на чолі з Лободою захопили село і його мешканців.
На початку XVII ст. село належало до Губківської волості Луцького повіту.

### Радянські часи
У січні 1918 р. у селі розпочалась перша радянська окупація. Та вже в лютому село було визволене німецькими військами, а трохи згодом перейшло під контроль УНР.  У серпні 1919 р. Хотин зайняли польські війська. 
У 1921—1939 рр. село було під владою Польщі. 
5 липня 1941 р. — окуповане нацистами. Селяни йшли в Українську повстанську армію. 28 односельців не повернулися з фронту. 8 січня 1944 р. частини 121-ї гвардійської стрілецької дивізії відвоювали село. 47 осіб удостоєні урядових нагород. 
У селі встановлено обеліск на честь воїнів Другої світової війни та вояків УПА. Після війни почалася відбудова народного господарства. В 1948 р. було організовано колгосп. У 1965 р. село підключено до Добротвірської ДРЕС. Колгосп «Хотин» об'єднано з колгоспом «Перше травня» сучасна назва «Случ». Господарство спеціалізувалося на вирощуванні зернових, льону та тваринництва.

### Незалежна Україна
12 червня 2020 року, відповідно до розпорядження Кабінету Міністрів України № 722-р від «Про визначення адміністративних центрів та затвердження територій територіальних громад Рівненської області», увійшло до складу Березнівської міської громади.
19 липня 2020 року, в результаті адміністративно-територіальної реформи та ліквідації Березнівського району, село увійшло до складу Дубенського району.

## Населення
За переписом населення 2001 року, у селі мешкало 1 475 осіб.

### Мова
Розподіл населення за рідною мовою за даними перепису 2001 року:
| Мова       | Відсоток |
| ---------- | -------- |
| українська | 99,87 %  |
| російська  | 0,13 %   |

## Храми
Церква в селі побудована в 1760 р., дерев'яна на кам'яному фундаменті, з. дзвіницею. Церква входила до складу Волинської єпархії. В 2001 р. при відродженому храмі Покрови Пресвятої Богородиці почав діяти чоловічий монастир.
Наказом від 08.07.2001 року у відповідь на рапорт-прохання Архієпископа Анатолія Священний Синод УПЦ благословив утворення чоловічого Свято-Покровського монастиря на базі парафії на честь Покрови Божої Матері та призначив настоятелем обителі керуючого єпархією Єпископа Анатолія (нині А. Гладкий, митрополит Сарненський і Поліський).
Наразі будований новий келійний корпус та Михайлівська церква, що були освячені у присутності районної влади архієпископом Анатолієм на свято Чуда архістратига Михаїла у 2012 році. Оскільки церква увійшла в монастирський комплекс, громада парафії передала церковне майно на баланс монастиря. Земельна ділянка монастиря становить 2 га. Монастир має землю сільськогосподарського призначення.
У 2011 році було освячено джерело, вода з якого має цілющі властивості.
У 2013 році над джерелом побудували дерев'яну каплицю. У листопаді 2012 р. біля монастиря було закладено дубовий арк. 15 травня 2010 року у селі Хотин (хутір) було освячено ще один храм Української Православної Церкви — Свято-Троїцький храм Сарненської єпархії.

## Визначні люди
Цікавими мешканцями села є брати — патріоти отці Олександр та Олексій Ненадкевичі.
У нашому селі живуть майстри, які прославляють рідний край своїми неперевершеними декоративно-прикладними мистецтвами. Найбільшої популярності набули плетені вироби на початку 19 ст. Серед майстрів — Олександр Митрофанович Булавін. Різьбяр по дереву Іван Каленикович Семенович відомий не тільки в селі, а на всю Україну. Ним створено чимало скульптурних композицій, які відображають природу, символіку нашого краю і народу. Для церков майстер створює об'ємно-прорізну різьбу узорів на виробах, якими оздоблює іконостас, церковні престоли, ікони святих.
Вишивальниця Рибак Софія Іванівна вже більше півстоліття зберігає рушник, який вишила першим. Багато вишитих виробів подарувала для церкви нашого села. Її вироби знані за кордоном.
Понад півтори тисячі картин створено художницею Мамчур Надією Юхимівною, написано іконостас у Лінчинську православну церкву.
Поблизу села знаходиться археологічна пам'ятка стоянка доби мезоліту.

## Заклади
Сьогодні в селі є загальноосвітня школа I—II ступенів та школа-філія Прислуцький НВК, фельдшерсько-акушерський пункт, шкільна бібліотека, 3 магазини магазин-кафе «Хуторок» та магазин кафе «Міраж». 